# Nikolaj Kondratjev

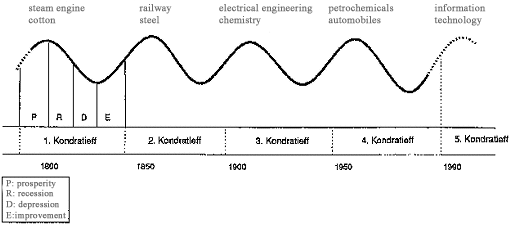
Kondratjevcykler

Nikolaj Dmitrijevitj Kondratjev (ryska: Николай Дмитриевич Кондратьев), född (4 g.s.) 16 mars 1892, död 1938, var en sovjetisk ekonom, känd som förespråkare för NEP, den nya ekonomiska politiken, under 1920-talet. Han avrättades under Stalins "stora utrensing".
Kondratjev förespråkade teorin att västerländska kapitalistiska ekonomier följer 50 till 60 år långa cykler. Dessa långa konjunkturcykler kallas idag "Kondratjevcykler".

## Biografi
Kondratjev föddes i den lilla byn Galujevskaja i guvernementet Kostroma, norr om Moskva. Blev medlem i det politiska partiet Socialrevolutionärerna (SR) vid tiden för första ryska revolutionen 1905. Innan revolutionen undervisades han av Michail Tugan-Baranovskij vid Sankt Petersburgs universitet. Hans första arbeten var inom jordbruksekonomi och statistik, med speciellt fokus på matförsörjning. Den 5 oktober 1917 utnämndes han, 25 år gammal, till försörjningsminister i Aleksandr Kerenskijs sista regering, som endast varade några dagar.
Efter bolsjevikernas novemberkupp ägnade han sig åt forskning. År 1919 fick han en undervisningstjänst på Peter den stores jordbruksakademi och i oktober 1920 grundade han konjunkturinstitutet i Moskva. Under hans tid som chef för institutet växte det från en handfull forskare till ett stort och respekterat institut med 51 forskare 1923.
När debatten om "Saxkrisen" inleddes 1923 tillhörde Kondratjev huvudfåran. Under 1923–1925 arbetade han på en femårsplan för jordbrukets utveckling. År 1924 publicerades hans första bok där han presenterade en tidig version av teorin om långa cykler. Därefter reste han till England, Tyskland, Kanada och USA och besökte där flera universitet.
Som anhängare till NEP förespråkade han satsningar inom jordbruket och produktionen av konsumtionsvaror framför tung industri. Hans inflytande över den ekonomiska politiken var betydande fram till 1925, men minskade sedan successivt fram till avskaffandet av NEP 1928.
År 1928 fråntogs Kondratjev sin tjänst på Konjunkturinstitutet och 1930 arresterades han, anklagad för att vara medlem i en förmodligen påhittad organisation, "Böndernas arbetarparti". Han fälldes som "kulakprofessor" och dömdes till åtta års fängelse. Straffet avtjänade han i Suzdal, nära Moskva, där han trots dålig hälsa fortsatte forska och började skriva nya böcker. Några av dessa böcker blev trots omständigheterna klara och publicerades.
Sitt sista brev skrev han till sin dotter Jelena Kondratjeva den 31 augusti 1938. Kort därefter fick han genomgå en andra rättegång där han dömdes till tio års fängelse utan rätt att kommunicera med omvärlden, men blev trots fängelsedomen omedelbart avrättad, den 17 september 1938. Kondratjev blev inte officiellt rehabiliterad förrän nästan 50 år senare, den 16 juli 1987.